# Split Challenger 1998
Lo Split Challenger 1998 è stato un torneo di tennis facente parte della categoria ATP Challenger Series nell'ambito dell'ATP Challenger Series 1998. Il torneo si è giocato a Spalato in Croazia dall'8 al 14 giugno 1998 su campi in terra rossa.

## Vincitori

### Singolare
Orlin Stanojčev ha battuto in finale  Attila Sávolt con il punteggio di 7–6, 6–4

### Doppio
Geoff Grant /  Attila Sávolt hanno battuto in finale  Álex López Morón /  Alberto Martín con il punteggio di 4–6, 6–3, 6–2